# 살 가치가 없는 생명
살 가치가 없는 생명(독일어: Lebensunwertes Leben)은 나치 독일 당시 좌파, 장애인, 정신질환자, 만성 질환자들을 살 권리가 없기 때문에 말살해야 한다고 보았던 정책이다. 이 개념은 나치즘 이데올로기의 중요한 구성 요소를 형성하였고, 결국 홀로코스트에 이르게 하였다.

## 살 가치가 없는 자들의 대상
나치 독일에서는 이들을 크게 "일탈자(deviant)"와 "사회혼란의 주범(source of social turmoil)"으로 분류하였고, 이 두 분류에 들어간 개체를 철저하게 파괴할 것을 주장했다.

### 일탈자
- 동성애자
- 반체제자
- 범죄자
- 장애인
- 정신질환자
- 혼혈아

### 사회혼란의 주범
- 사회주의자
  - 마르크스-레닌주의자
- 자유주의자
  - 아나키스트
  - 자유민주주의자
  - 사회민주주의자
- 반파시스트
- 여호와의 증인
- 에스페란티스토
- 유대인
- 롬인
- 기타 유색인종

## 같이 보기
- 사가미하라 장애인 시설 살상 사건
- T4 작전